# Biltine (ville)
Pour les articles homonymes, voir Biltine.
Biltine (en arabe : بلتن) est la 34e ville du Tchad par le nombre d'habitants (11840 au recensement de 2010).
Elle est le chef-lieu de la Province de Wadi Fira et du département de Biltine.
Le RADF, un groupe rebelle, s’est brièvement emparé de la ville le 25 novembre 2006, reprise ensuite le lendemain par le gouvernement, avec Abéché tout proche qui avait été prise par un groupe rebelle différent, l’UFDD. Le 16 juin 2008 la ville a été le théâtre d'une bataille entre les rebelles sur les forces gouvernementales, avec les rebelles qui auraient gagné. La ville est desservie par l'aéroport de Biltine.

## Géographie
Blitine est située à l'est du Tchad et au centre du Wadi Fira.

## Histoire
Le 15 novembre 1917, alors qu'elle faisait partie de l'Afrique-Équatoriale française (AEF), Biltine est comme Abéché le théâtre d’un massacre de notables et religieux par l'armée française, le massacre des coupe-coupe. À Biltine, le cheikh des Mahamid est tué avec une quarantaine de personnes de son clan, le village est livré au pillage et une vingtaine de notables sont déportés dans le reste de l’AEF. Le commandant Gérard, responsable des tueries, est mis à la retraite anticipée.

### Personnalités liées à Biltine
- Abdoulaye Sabre Fadoul